# Röschenz
Röschenz (francouzsky Reschenez) je obec ve švýcarském kantonu Basilej-venkov. Žije zde přibližně 1 900 obyvatel.

## Geografie
Röschenz se nachází v bočním údolí údolí Laufental v nadmořské výšce kolem 450 metrů. Jihozápadně od obce protéká říčka Lützel, která se následně vlévá do řeky Birs. Sousedními obcemi jsou Burg im Leimental, Metzerlen-Mariastein, Kleinlützel, Dittingen, Laufen a Liesberg. Nejvyšším bodem obce je Forstberg s výškou 810 m n. m., nejnižší bod obecního katastru leží v údolí Lützeltal ve výšce 370 m n. m.

## Historie

Letecký pohled (1950)

Archeologické nálezy naznačují, že na stejném místě žili lidé v období 40000–4000 let př. n. l. Tschäpperfels na dnešní Lützelstrasse pro ně představoval vítané útočiště. Kolem roku 500 př. n. l. se do této oblasti přistěhovali keltští Raurachové, přistěhovalectví Helvétů do oblasti mezi Ženevským a Bodamským jezerem je datováno do roku 100 př. n. l. Oba kmeny byly poraženy Římany kolem roku 58 př. n. l. Alamani se usadili kolem roku 500 a přinesli s sebou zemědělství. Statek Röschenz se pravděpodobně stal součástí basilejského knížecího biskupství v roce 1004 jako dar císaře Jindřicha II. První doložená zmínka o Röschenzu pochází z roku 1290 v úrokové knize basilejského kláštera augustiniánských kanovníků svatého Leonharda, kde je mezi dlužníky uvedena žena jménem Bela von Röschenz jako majitelka zahrady (Ortus bele dicte de Roeschentzo). Röschenz je znovu zmíněn v roce 1302 ve sbírce knížete-biskupa. Statek spravovali páni z Ramsteinu, kteří vlastnili také hrad Zwingen. Po jejich vymření patřil Röschenz od roku 1459 opět basilejskému biskupství.
V roce 1792 vtrhli Francouzi do Laufentalu a Röschenz patřil nejprve k Rauracké republice a od roku 1793 k départementu Mont-Terrible. V roce 1815 se obec rozhodnutím Vídeňském kongresu stala součástí Švýcarska a byla přiřazena do kantonu Bern. V otázce změny kantonu pro okres Laufen obec v prvním hlasování roku 1983 připojení ke kantonu Basilej-venkov odmítla, avšak ve druhém hlasování o šest let později již hlasovala pro. Změna vstoupila v platnost v roce 1994.
Vesnice se od března 2005 dostala na titulní stránky novin kvůli svému katolickému knězi Franzi Sabovi, který byl po otevřené kritice církevní hierarchie zbaven svého missio canonica, ale místní farnost ho jednomyslně podpořila. Podle názoru vedení diecéze ho proto měla farnost propustit; hrozící propuštění hodlala farnost napadnout u soudu. Soudní jednání bylo naplánováno na 28. srpna 2007. Dne 5. září bylo rozhodnuto, že farnost nemusí faráře Saba propustit. Koncem září 2008 došlo ke smíru mezi Sabem a biskupem Kurtem Kochem.

## Obyvatelstvo
| Vývoj počtu obyvatel | Vývoj počtu obyvatel | Vývoj počtu obyvatel | Vývoj počtu obyvatel | Vývoj počtu obyvatel | Vývoj počtu obyvatel | Vývoj počtu obyvatel | Vývoj počtu obyvatel | Vývoj počtu obyvatel | Vývoj počtu obyvatel | Vývoj počtu obyvatel | Vývoj počtu obyvatel | Vývoj počtu obyvatel |
| -------------------- | -------------------- | -------------------- | -------------------- | -------------------- | -------------------- | -------------------- | -------------------- | -------------------- | -------------------- | -------------------- | -------------------- | -------------------- |
| Rok                  | 1796                 | 1850                 | 1870                 | 1900                 | 1930                 | 1950                 | 1960                 | 1970                 | 1980                 | 1990                 | 2000                 |                      |
| Počet obyvatel       | 416                  | 445                  | 502                  | 564                  | 824                  | 887                  | 960                  | 1107                 | 1083                 | 1329                 | 1608                 |                      |

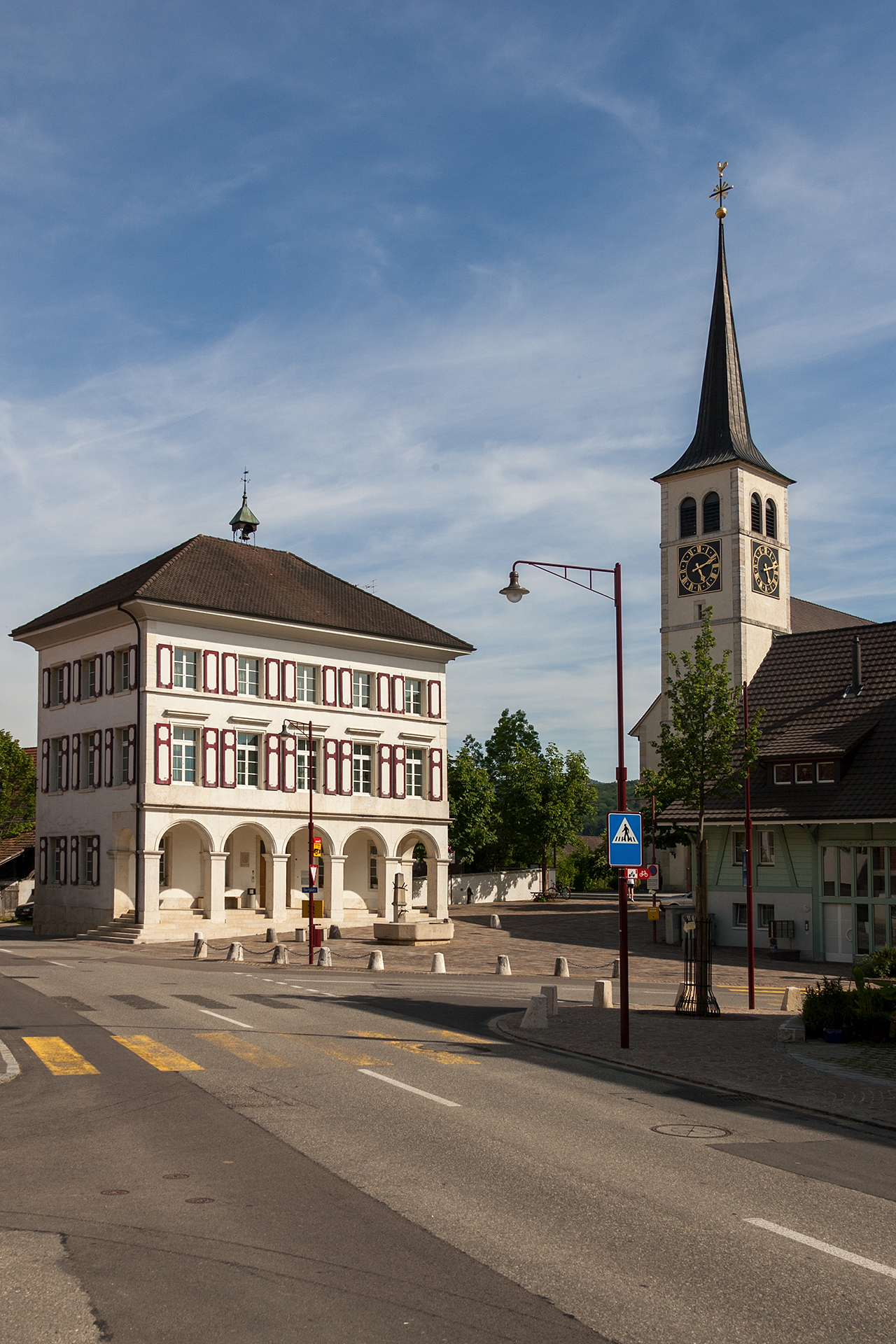
Škola a kostel

Z celkového počtu obyvatel je 94,9 % německy mluvících, 1,1 % francouzsky mluvících a 0,9 % italsky mluvících (k roku 2000). V roce 2008 v obci žilo 7,8 % cizinců.

## Doprava
Do obce vede pouze vedlejší silnice, vycházející z kantonální hlavní silnice č. 18 (Basilej–Laufen).
Železniční trať Basilej–Delémont prochází několik kilometrů od obce a jezdí po ní v pravidelném intervalu vlaková linka S3 basilejské S-Bahn. Do Röschenz jezdí z Laufenu autobusová linka Postauto.